# 山平一区
山平一区（やまひらいっく）は、千葉県印西市の大字。2017年10月31日現在の人口は0人。郵便番号270-1600。

## 地理
北は山田干拓二区、東は平賀干拓、南は平賀、西は山田、北西は山平二区に隣接している。